# Monzer Al Kassar
Monzer al-Kassar (nació en Yabrud, Siria en 1945), conocido como el "Príncipe de Marbella" es un traficante de armas internacional, acusado de ser terrorista. Reside en España desde 1984. Ha sido apresado varias veces por el gobierno español por cargos de ayuda a terroristas y por lavado de dinero, entre otras, pero ha sido absuelto de esos cargos. El 20 de noviembre de 2008 fue sentenciado por una corte federal de los Estados Unidos a cumplir 30 años de prisión por aceptar vender armas a agentes encubiertos que se hacían pasar por miembros de las FARC.

## Biografía
En octubre de 1974 fue arrestado y condenado a 18 meses de cárcel por la justicia británica por un transporte de hachís interceptado en Alemania.
En 1977 la policía federal alemana (Bundes Kriminal Amt, BKA), recibió un informe de Scotland Yard donde se sindica a Monzer Al Kassar como cabecilla de una red de tráfico de heroína. En octubre de ese año fue condenado a dos años de prisión en Gran Bretaña. Su hermano mayor Ghassan Emir Al Kassar fue condenado a ocho años de prisión en Francia por tráfico de heroína el 9 de febrero de 1979. Acusación del fiscal suizo Kasper-Ansermet a Monzer Al Kassar del 31 de julio de 1995, páginas 4 y 5 a los grupos extremistas palestinos y a la inteligencia siria, los dos jóvenes Al Kassar se pasearon por el mundo con documentación falsa o con pasaportes oficiales sirios usando otros nombres. Su abogado en España es Manuel Cobo del Rosal.
En 1986, Abu Abbas, el jefe del FLP que había secuestrado el barco Achille Lauro, huyó de Italia a bordo de un avión Learjet matrícula OE GBR que pertenecía a Al-Kassar.
A mediados de los 80, Al Kassar también estuvo involucrado en el escándalo Irán-Contra, como un intermediario para que los estadounidenses puedan vender armas a los Contras.
Monser Al Kassar fue condenado in absentia en París el 31 de marzo de 1986 a ocho años de cárcel por crear una "organización criminal terrorista". Sin embargo, la justicia francesa "olvidó" poner en marcha un orden de arresto contra él.
El 3 de junio de 1992, Al Kassar fue arrestado en el Aeropuerto de Barajas en Madrid, junto con Yamal Bathich de Chile, un socio de un hijo de Augusto Pinochet. Llegaron a Viena en el mismo Learjet. El magistrado Baltasar Garzón lo acusa de delito de falsificación, tráfico ilícito de vehículos, portación ilegal de armas y participar en los actos de terrorismo Internacional.
Marco Antonio Pinochet luego niega cualquier relación con Yamal Bathich.
En julio de 2001, los tribunales suizos confiscaron $ 3.3 millones del tráfico ilegal de armas a Croacia y Bosnia Herzegovina mientras estaban bajo bloqueo después de la guerra en la antigua Yugoslavia. Según el exministro de Economía de Argentina, Domingo Cavallo, Al Kassar fue el intermediario del tráfico de armas a Croacia en las que Menem, expresidente de Argentina, fue acusado.[cita requerida] Augusto Pinochet también ha sido acusado en un caso similar, con la participación del coronel Gerardo Huber. 
En 1990 Monzer Al Kassar era buscado por varios ilícitos organismos policiales y judiciales de diferentes países en estallar un escándalo a varias bandas -desde España a Estados Unidos y Europa, pasando por Medio Oriente, sin embargo en tiempo récord y mientras lo buscaban varios países Al Kassar había conseguido, en abril del 1992, un pasaporte argentino otorgado gracias a favores concedidos por el actual fiscal Germán Moldes, entonces Secretario de Estado de Población y Migración. Más tarde un subalterno de Moldes denunció ante el presidente que existía una mafia que otorgaría radicaciones a inmigrantes de origen asíático a cambio de costos que oscilaban de 3.000 a 5.000 dólares, y cuyo jefe de la banda era Germán Moldes. Ocho años más tarde tarde se descubrieron nuevas conexiones de Al Kassar con el ahora fiscal argentino Germán Moldes. En la investigación sobre narcoterrorismo en Chile y Argentina, escrito por los periodistas Juan Gasparini y Rodrigo de Castro, se descubrió la desaparición de la carpeta con informes sobre Al Kassar, ocurrida en los órganos de seguridad argentinos, circunstancia en la cual involucra, entre otros funcionarios, al propio Germán Moldes. que un año antes había sido nombrado fiscal.
Tras obtener un pasaporte argentino, mantuvo una relación sentimental con Amira Yoma, hermana de la exesposa del presidente Carlos Saúl Menem, Zulema Fátima Yoma. Él presentó en la Argentina un pasaporte falso de Yemen del Sur, que ya había presentado en 1983 en Málaga, lo que le valió un arresto por la Interpol, Un juicio es entonces presentado contra él, pero recibe un rechazo en el año 2005, cuyos delitos prescriben después de una reciente ley. Al Kassar había declarado que estaba naturalizado argentino por la intervención personal de Menem.

En 2006, la familia de Augusto Pinochet presentó una denuncia por acusación falsa en contra de Manuel Contreras, el exjefe de la Dirección de Inteligencia Nacional. Como parte de la investigación sobre el asesinato del coronel Gerardo Huber, Manuel Contreras acusa a Augusto Pinochet y Marco Antonio, su hijo, que ha establecido una red de fabricación de cocaína negra (imposible de detectar por el olor), con envío a los EE. UU. y Europa, donde Monser al-Kassar fue el encargado de la venta y cuyas ganancias proceden a ser depositadas en las cuentas bancarias de Augusto Pinochet en el extranjero.
En junio de 2007, el Cuerpo Nacional de Policía del Aeropuerto de Barajas en Madrid lo arrestó después de que se bajó del avión. Fue acusado de conspirar para matar estadounidenses, suministrar terroristas, obtener misiles antiaéreos y lavar dinero.
El 13 de junio de 2008, al-Kassar fue extraditado a los Estados Unidos para su juicio; llegó a Nueva York con cadenas el día siguiente. El 20 de noviembre de 2008, fue condenado en un tribunal federal por cinco cargos, entre ellos lavado de dinero y conspiración para vender armas a proveedores de las FARC. La sentencia para al-Kassar y el coacusado Luis Felipe Moreno Godoy estaba programada para el 18 de febrero de 2009.
El 24 de febrero de 2009, al-Kassar fue condenado a 30 años de prisión.